# چرشا
چرشا (به بلغاری: Cheresha) یک منطقهٔ مسکونی در بلغارستان است که در شهرستان روئن واقع شده‌است.